# Audio Adrenaline
Audio Adrenaline es una banda de rock cristiano, ganadora del Grammy, que se formó a finales de los ochenta, en el Kentucky Christian College en Grayson, Kentucky. Ganaron dos Premios Grammy, múltiples Dove Awards y dieron a conocer 17 sencillos número uno. También fueron artistas regulares en Creation Festival, Spirit West Coast Festival, Agape Music festival y Alive Festival.
En 2012, volvieron a reunirse con una alineación diferente después de haberse desintegrado en 2007.

## Historia
Al mismo tiempo que otras bandas cristianas como DC Talk y Newsboys, ayudaron a acrecentar la revolución del género de música cristiana "Alternativa". Comenzada por bandas como Under Midnight, Mortal y Circle of Dust.

### Formación y primeros años
La banda se formó en 1986 bajo el nombre de A-180 por Mark Stuart, Barry Blair, Will McGinniss, David Stuart, y Phil Vaughan, todos asistiendo a la Kentucky Christian University. El próximo año, la banda se disolvió temporalmente cuando Mark fue a Haití por un semestre. Al retorno de Mark, la banda se reformó con Ron Gibson como baterista. Se hicieron una popular banda local, contratados por la escuela casi todos los fines de semana; viajando a Texas, el norte de Chicago y el sur de Florida. Hizo más de 100 funciones durante este tiempo grabó dos lanzamientos independientes bajo el nombre de A-180. El primero fue You Turn en 1989 y Reaper's Train en 1990.
El gran cambio vendría con Bob Herdman, con dos canciones que él había escrito "My God" y "DC-10". Después que My God fue gravada y enviada a las estaciones de radio y escalo tablas rápidamente. ForeFront Records decidió ofrecerles un contrato de grabación pero tenían que cambiar su nombre a Audio Adrenaline. El nombre de Audio Adrenaline viene de un incidente en el que Bob Herdman había estado escuchando un poco de música secular fuerte y rápida; y exclamo "¡Esto es como... audio adrenalina!" mientras saltaba desenfrenadamente, entonces Bob se unió a la banda como compositor y sonidista.
A fines de 1991, David Stuart dejó que la banda para cuidar de su familia. Ron Gibson también partió en diciembre de 1991 cuando afirmó que ForeFront Records estaba guiando la banda al hip hop y fuera de las raíces roqueras de la banda.

### Los años 90
Su primer álbum bajo Forefront, el intitulado Audio Adrenaline, fue estrenado en 1992 conteniendo a "DC-10", la única pista de las grabaciones de A-180 originales. El álbum Don't Censor Me, vino el próximo año y tenía a una de los hits más grandes en historia de música cristiana, "Big House". En 1996, su tercer álbum, Bloom, fue liberado, devolviendo a la banda a sus raíces rock. Este marco el último álbum con el guitarrista Barry Blair en la banda, aunque también apareció en "Some Kind of Zombi". Blair se hizo un exitoso productor de música después.
Con Blair fuera, la banda necesitaba a un nuevo guitarrista. Encontraron un sustituto temporal, Brian McSweeney (Seven Day Jesus / Matthew), pero decidió quedarse con su banda a tiempo completo. Eligieron a Tyler Burkum, que se unió a la banda con solamente 17 años de edad, grabando el álbum Some Kind of Zombie. Éste también era el primer álbum teniendo como protagonista a Ben Cissell como baterista a tiempo completo, aunque Cissell también había tocado en el álbum Bloom. En 1999, se liberó Underdog, su quinto álbum del estudio. También abrieron para la dc Talk en el Jesus Freak World Tour.

### Los años 2000
Recibieron el nuevo milenio lanzando su primera compilación de más grandes hits, Hit Parade, en marzo de 2001. Entre sus interpretaciones más notables están tres de sus canciones más populares "Big House", "Hands and Feet", y "We're A Band", también un dúo con The O.C. Supertones, "Blitz" del álbum Some Kind of Zombie.
Fue en cuando Bob Herdman dejó que la banda para hacerse presidente de una nueva compañía discográfica, Flicker Records, que co-fundó más adelante con Stuart y McGinniss. En noviembre de 2001, liberaron un nuevo álbum del estudio, Lift. Fueron realizados vídeos musicales para las canciones "Ocean Floor" y "Rejoice".
En 2003, la banda estrenó su noveno álbum, Worldwide. Basado más en la adoración y enfatizando su estilo de ministerio y amor a los viajes de misión. La gira The Go Show también sirvió para apoyar el trabajo misionero. En Worldwide al igual que Lift, no tocaban rock como antes, principalmente debido a el enfoque sobre el material era más suave y más orientado a la alabanza. Worldwide ganó un Grammy al Mejor Álbum de Rock Cristiano en 2004. En 2004, la banda, junto con el exmiembro Bob Herdman, fundó un proyecto en Haití llamado "Hands and Feet Project", en el que la banda construyó un orfanato para niños.
El décimo álbum de la banda, Until My Heart Caves, fue estrenado el 30 de agosto de 2005. Recibió otro Premio Grammy para el mejor álbum cristiano de rock en 2006.
El 18 de enero de 2006, se anunció que se estaban retirando del ministerio de música activo. La banda citó los "continuos desafíos vocales" provenientes del daño de parte de la cuerda vocal Mark Stuart como factor principal. El 27 de julio de 2006, la banda tocó en Creation Festival por última vez. Habían participado todos los años desde que se fundó la banda. El 1 de agosto de 2006, estrenaron su álbum final, Adios: The Greatest Hits, un álbum de despedida teniendo dos nuevas canciones al igual que los más grandes hits de la banda.
Para su gira nacional final en febrero hasta abril de 2007, abrió para MercyMe en el Coming Up To Breathe Tour. La banda llevó a cabo su último concierto en vivo el 28 de abril de 2007, en el Waikiki Shell en Honolulú, Hawái. Su proyecto final, que fue lanzado el 28 de agosto de 2007, es un combo de CD/DVD en vivo titulado Live From Hawaii: The Farewell Concert.

## Libros
El 1 de septiembre de 2003, se dio a conocer su primer libro Dirty Faith: Becoming the Hands and Feet of Jesus. Coescrito con Mark Matlock, el libro discute extender la mano a los necesitados y tiene como protagonista una organización llamada Mission Year.
El 5 de septiembre de 2006, la banda publicó Hands & Feet: Inspiring Stories and Firsthand Accounts of God Changing Lives. Sobre un viaje a Haití cuando la banda construyó casas para los niños allí. También habla de la construcción de The Hands and Feet Project (un orfanato para niños pobres y hambrientos).

## Integrantes
- Adam Agee – voz (2015–presente)
- Dave Stovall – bajo, coros (2015–presente)
- Jack Campbell – batería (2015–presente)
- Brandon Bagby – guitarra, coros (2015–presente)

Antiguos miembros
- Mark Stuart — voz, guitarra (1989-2007, miembro fundador)
- Will McGinniss — voz, bajo (1989-2007, 2012-2015, miembro fundador)
- Dave Stuart — teclados, voz (1986, 1991, miembro fundador)
- Phil Vaughan — batería (1986-1988, miembro fundador)
- Ron Gibson — batería (1988–1991)
- Bob Herdman — teclado, guitarra (1991–2001, miembro fundador)
- Barry Blair — guitarra, voz (1989–1996, miembro fundadodr)
- Ben Cissell — batería (1995–2007)
- Tyler Burkum — guitarra, voz, teclado (1997-2007)
- Dave Ghazarian — guitarra (2012-2013)
- Jason Walker — teclados, coros, guitarra (2012-2013)
- Kevin Max — voz (2012-2014)
- Jared Byers – batería, coros (2012–2015)
- Josh Engler — voz, teclados (2014–2015)
- Dwayne Larring — guitarra, coros (2013–2015)

## Discografía

### Casetes (A-180)
| Año  | Título         | Discográfica              |
| ---- | -------------- | ------------------------- |
| 1989 | You Turn       | Landmark Recording Studio |
| 1990 | Reaper's Train | Landmark Recording Studio |

### Álbumes de estudio
| Año                                    | Detalles del Álbum                                                                                | Mejores posiciones en listas | Mejores posiciones en listas | Certificación (es) (ventas) | Sales      |
| Año                                    | Detalles del Álbum                                                                                | US                           | Christian                    | Certificación (es) (ventas) | Sales      |
| -------------------------------------- | ------------------------------------------------------------------------------------------------- | ---------------------------- | ---------------------------- | --------------------------- | ---------- |
| 1992                                   | Audio Adrenaline - Fecha de Lanzamiento: August 18, 1992 - Discográfica: Forefront Records        | —                            | —                            |                             | - 75,000   |
| 1993                                   | Don't Censor Me - Fecha de Lanzamiento: October 1, 1993 - Discográfica: Forefront Records         | —                            | —                            |                             | - 250,000  |
| 1996                                   | Bloom - Fecha de Lanzamiento: February 20, 1996 - Discográfica: Forefront Records                 | 77                           | —                            | - US: Oro                   | - 500,000+ |
| 1997                                   | Some Kind of Zombie - Fecha de Lanzamiento: November 18, 1997 - Discográfica: Forefront Records   | 99                           | —                            |                             |            |
| 1999                                   | Underdog - Fecha de Lanzamiento: September 14, 1999 - Discográfica: Forefront Records             | 76                           | —                            |                             |            |
| 2001                                   | Lift - fecha de Lanzamiento: November 20, 2001 - Discográfica: Forefront Records                  | 169                          | —                            |                             |            |
| 2003                                   | Worldwide - Fecha de Lanzamiento: November 11, 2003 - Discográfica: Forefront Records             | 116                          | 4                            |                             |            |
| 2005                                   | Until My Heart Caves In - Fecha de Lanzamiento: August 30, 2005 - Discográfica: Forefront Records | 122                          | 5                            |                             |            |
| "—" denota que no entró en los charts. |                                                                                                   |                              |                              |                             |            |

### Álbumes en vivo
| Año  | Título                                 | Discográfica |
| ---- | -------------------------------------- | ------------ |
| 1995 | Live Bootleg                           | ForeFront    |
| 2007 | Live From Hawaii: The Farewell Concert | ForeFront    |

### DVD
| Año  | Título                                             | Discográfica |
| ---- | -------------------------------------------------- | ------------ |
| 2001 | Lift DVD                                           | ForeFront    |
| 2003 | Alive DVD                                          | ForeFront    |
| 2006 | Adios: The Greatest Hits (Edición Especial CD/DVD) | ForeFront    |
| 2007 | Live From Hawaii: The Farewell Concert CD/DVD      | ForeFront    |

### Compilaciones
| Año  | Título                   | Discográfica  |
| ---- | ------------------------ | ------------- |
| 2001 | Hit Parade               | ForeFront     |
| 2006 | Adios: The Greatest Hits | ForeFront     |
| 2008 | Greatest Hits            | ForeFront/EMD |
| 2009 | The Ultimate Collection  | Chordant      |

### Sencillos
- "Some Kind of Zombie" (1997)
- "Big House (Live)" (1997)
- "Underdog" (1999)
- "Dirty/Ocean Floor" (2003)
- "Miracle" (2004)
- "King" (2005)
- "Melody (Lost In Wonder)" (2005)
- "Get Down" (2006)
- "Goodbye" (2006)

### Videos musicales
- "PDA" (Audio Adrenaline, 1992)
- "AKA Public School" (Don't Censor Me, 1993)
- "Big House" (Don't Censor Me, 1993)
- "We're A Band" (Don't Censor Me, 1994)
- "Never Gonna Be As Big As Jesus" (Bloom, 1996)
- "Free Ride" (Bloom, 1996)
- "Some Kind of Zombie" (Some Kind of Zombie", 1997)
- "Blitz (featuring The O.C. Supertones)" (Some Kind of Zombie, 1997)
- "Get Down" (Underdog, 1999)
- "Hands and Feet" (Underdog, 1999)
- "Ocean Floor" (Lift", 2001)
- "Rejoice" (Lift, 2001)
- "Church Punks (live)" (Worldwide, 2003)
- "Leaving 99 (live)" (Worldwide, 2003)

## Premios

### Premios Grammy
- 2004 Grammy Award para el mejor álbum gospel de rock del año por Worldwide.
- 2006 Grammy Award para el mejor álbum gospel de rock del año por Until My Heart Caves In.

### Premios Dove
- 1996 Long Form Music Video del año para "Big House" (Don't Censor Me)
- 1998 Canción Moderna Grabada de Rock por "Some Kind of Zombie" (Some Kind of Zombie)
- 2000 Canción Grabada del Año por "Get Down" (Underdog)
- 2003 Álbum de Rock del Año por Lift